# Sławsk-Nowyj
Sławsk-Nowyj (ros. Славск-Новый) – stacja kolejowa w miejscowości Sławsk, w rejonie sławskim, w obwodzie królewieckim, w Rosji. Położona jest na linii Królewiec – Sowieck.

## Historia
Stacja powstała w okresie przynależności tych terenów do Niemiec. Nosiła wówczas nazwę Heinrichswalde.